# Виктор Румпелмайер
Виктор Румпелмайер (на немски: Viktor Rumpelmayer) е австрийски архитект. Стилът му съчетава характерния за втората половина на 19 век виенски стил с френски и италиански влияния.

## Биография
Роден е на 7 ноември 1830 година в Пресбург, Австрийска империя (днес Братислава, Словакия).
Сред неговите проекти са няколко двореца, британското и германското посолство във Виена, португалският павилион на Световното изложение в Париж и други. Той преустройва и замъка Фещетич в Кестей (Keszthely), Унгария. Непосредствено след Освобождението Виктор Румпелмайер реализира и няколко проекта в България. Сред тях са първото преустройство на Княжеския дворец в София през 1880 -1882 г. (днес Национална художествена галерия) и летният дворец на княз Александър I Батенберг край Варна през 1882 – 1885, наречен първоначално „Сандрово“, а след 1894 г. – Евксиноград.
Умира на 14 юни 1885 година във Виена на 54-годишна възраст.